# Ľubeľa
Ľubeľa é um município da Eslováquia, situado no distrito de Liptovský Mikuláš, na região de Žilina. Tem 17,46 km² de área e sua população em 2018 foi estimada em 1.142 habitantes.

## Demografia
| Ano:        | 1994 | 2004   | 2014   | 2024   |
| ----------- | ---- | ------ | ------ | ------ |
| Broj ljudi: | 1162 | 1088   | 1119   | 1192   |
| Razlika:    |      | -6,36% | +2,84% | +6,52% |

| Ano:               | 2023 | 2024 |
| ------------------ | ---- | ---- |
| Número de pessoas: | 1192 | 1192 |
| Diferença:         |      | +0%  |